# Вадул-луй-Водский район
Вадул-луй-Во́дский райо́н (молд. raionul Vadul lui Vodă, молд. районул Вадул-луй-Водэ) (также употреблялись написания Ваду-луй-Водский и Вадулуй-Водский) — административно-территориальная единица Молдавской ССР, существовавшая с 11 ноября 1940 года по 9 января 1956 года.

## История
Как и большинство районов Молдавской ССР, образован 11 ноября 1940 года под названием Будештский район, центр — село Будешты. 7 мая 1941 года административный центр был перенесён в село Вадул-луй-Водэ, вслед за этим район был также переименован в Вадул-луй-Водский.
До 16 октября 1949 года находился в составе Кишинёвского уезда, после упразднения уездного деления перешёл в непосредственное республиканское подчинение.
С 31 января 1952 года по 15 июня 1953 года район входил в состав Кишинёвского округа, после упразднения окружного деления вновь перешёл в непосредственное республиканское подчинение.
9 января 1956 года Вадул-луй-Водский район был ликвидирован, большая часть его территории отошла Криулянскому району, меньшая — Новоаненскому, которая впоследствии также была передана Криулянскому району.
В 1970-х — 1990-х годах большая часть бывшего Вадул-луй-Водского района передана в подчинение горсовета Кишинёва, впоследствии — муниципию Кишинёв.

## Административное деление
По состоянию на 1 января 1955 года Вадул-луй-Водский район состоял из 14 сельсоветов: Бубуечский, Бугский, Будештский, Вадул-луй-Водский, Гратиештский, Драсличенский, Дубоссарский, Колоницкий, Криковский, Крузештский, Малаештский, Меренский, Чимишенский и Чопленский.